# Hasse Johanson
För andra betydelser, se Hans Johansson.
Hans-Olof (Hasse) Johanson, född 21 november 1926 i Göteborg, död där 5 augusti 2006, var en svensk arkitekt.
Johanson utexaminerades från Chalmers tekniska högskola 1953 och var assistent i husbyggnadslära och arkitektur där 1954–1960. Han blev arkitekt på Erik och Tore Ahlséns arkitektbyrå 1953, planeringschef för Göteborgs bostadsföretag 1956 och var chefsarkitekt på Svenska Riksbyggens Göteborgskontor från 1961. Han ritade bland annat bostadsområden i Hällefors, Uppsala och Göteborg med förorter samt skrev artiklar i tidskriften "Byggforum". Han tilldelades John Ericssonmedaljen.